# Meri Arabidze
Meri Arabidze (Georgiano: მერი არაბიძე; Samtredia, 24 febbraio 1994) è una scacchista georgiana grande maestro femminile e maestro internazionale.

## Carriera

### Giovanili e Juniores
Ha vinto il Mondiale giovanile in tre fasce d'età: Under 10 Femminile nel 2004, U12F nel 2005 e U18F nel 2011. Ha inoltre ottenuto tre successi nel Campionato Europeo giovanile: U10F nel 2004, U12F nel 2006 e U14F nel 2008.

### Risultati individuali
Ha vinto il Torneo G, evento a girone all'italiana riservato a studentesse, del Moscow Open 2014.
Ha raggiunto i quarti di finale del Mondiale femminile 2015: dopo aver superato Elisabeth Pähtz, Yaniet Marrero Lopez e Viktorija Čmilytė è stata eliminata da Dronavalli Harika.

### Nazionale
Ha fatto parte della rappresentativa nazionale femminile che ha vinto il Mondiale a squadre nel 2015 a Chengdu e nel 2023 a Bydgoszcz, competizione che l'ha vista inoltre ottenere l'oro individuale come terza scacchiera nell'edizione 2015.
Ha giocato per la nazionale anche nel Europeo a squadre femminile nelle edizioni di Varsavia 2013 e Reykjavík 2015, ottenendo un bronzo di squadra nel 2015.

### Club
È stata 4ª scacchiera per la Kutaisi nel Campionato georgiano per squadre di club femminile del 2015, nel quale la squadra ha ottenuto il bronzo.